# MIKASA
株式会社MIKASA是总部位于日本广岛县广岛市安佐北區，主要生產橡胶制品的化学制造公司。

## 概述
前身是1917年在广岛成立的「增田橡胶工业所」，此後於1950年更名爲明星橡膠工業。1960年代生產排球用球，並被世界各國聯盟指定為正式比賽用球。它被世界各地的联合会认证为官方比赛用球，並逐漸確立其品牌名稱。2001年更名爲MIKASA。
隨着品牌名稱廣爲人知，MIKASA和Molten一起成爲大型比賽的指定用球品牌。特別是在排球界，被選為世界各地競技聯盟的官方指定用球，以及國際排球總會(FIVB)唯一指定用球。除了水球 ( FINA · LEN官方用球)、手球、篮球、足球外，亦製作船舶用橡膠軸承等船舶配件，以及安裝在立式軸流泵和斜流泵上的水中橡膠軸承等。
2014年，總公司及工廠搬遷至廣島市安佐北區。

## 历史
- 1917年：MIKASA的前身增田橡胶工业成立
- 1941年：公司更名爲增田護謨株式會社
- 1950年：公司更名爲明星橡胶工业株式会社。
- 1964年：日本海事协会認證為第一類螺旋槳軸橡膠捲認證工廠（船舶用配件相關）。
- 1969年：國際排球總會指定为国际官方用球
  - 在此期间，先后获得日本、欧洲、義大利、俄罗斯、美国、国际赛事等世界排球聯賽指定為官方用球。
- 1998年1月12日：設立財團法人MIKASA體育振興會
  - 成立的目的是為促进广岛县內的体育和娱乐[2] 。
- 2001年11月10日：公司更名为 Mikasa Co. Ltd.
- 2014年1月14日：总部及工厂从广岛市西区迁至广岛市安佐北區。

## 其他
從2006年開始，在距離MIKASA總公司所在地廣島市較遠的仙台地區，初高中生之間流行使用該公司生產的尼龍包。2008年曾被多家電視台報導，但除仙台地區外幾乎沒有其他地方盛行。至於爲什麼只流行於仙台尚不明瞭。目前，仙台市內的中學除了將該尼龍包作爲輔助袋使用外，亦用作材質堅固的環保袋。

## 相关图片

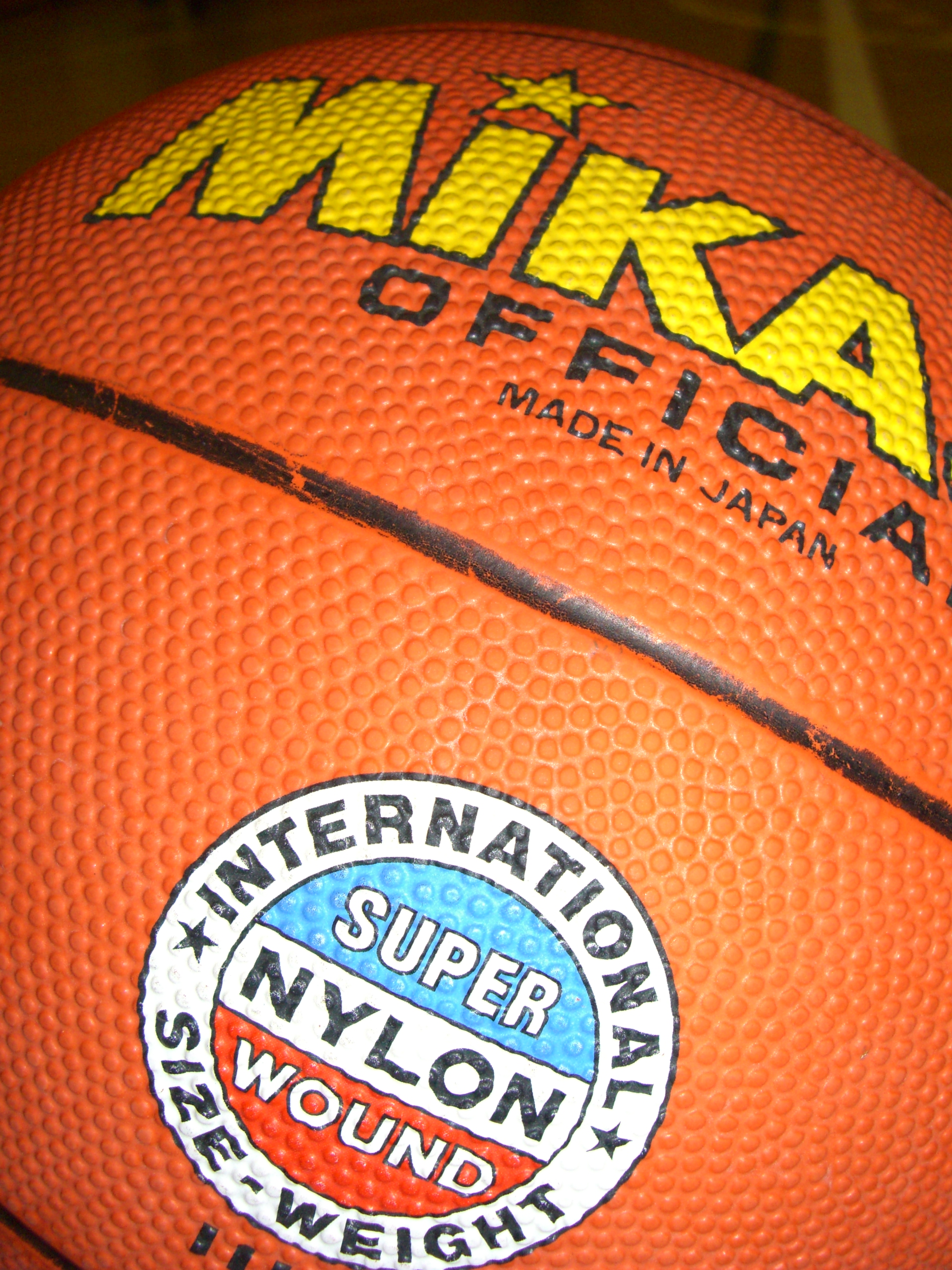
篮球
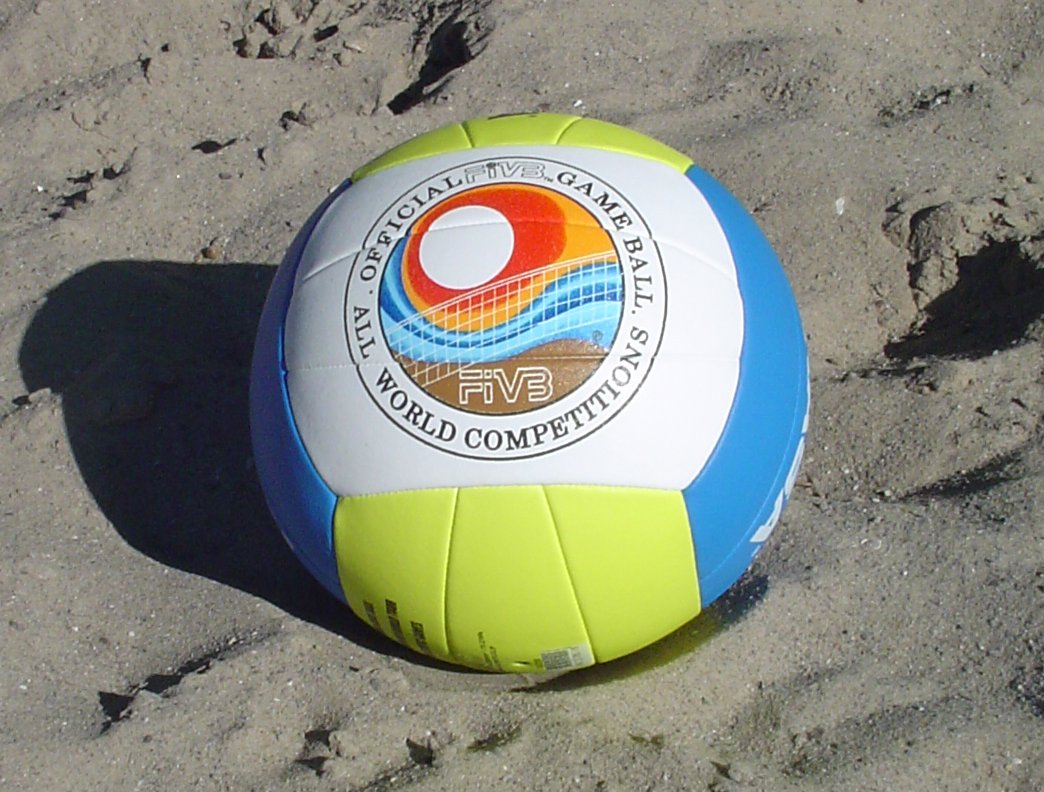
沙滩排球
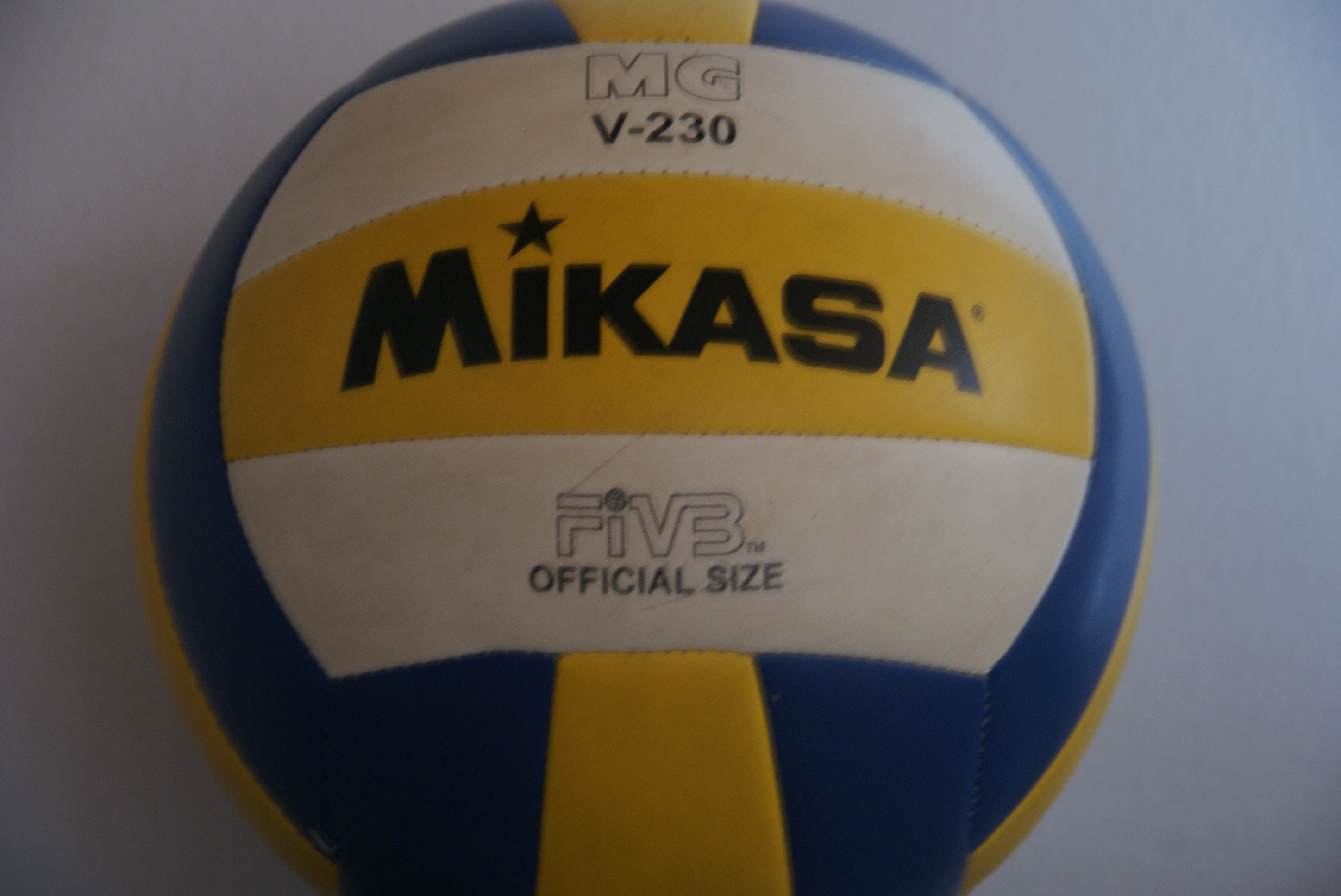
排球
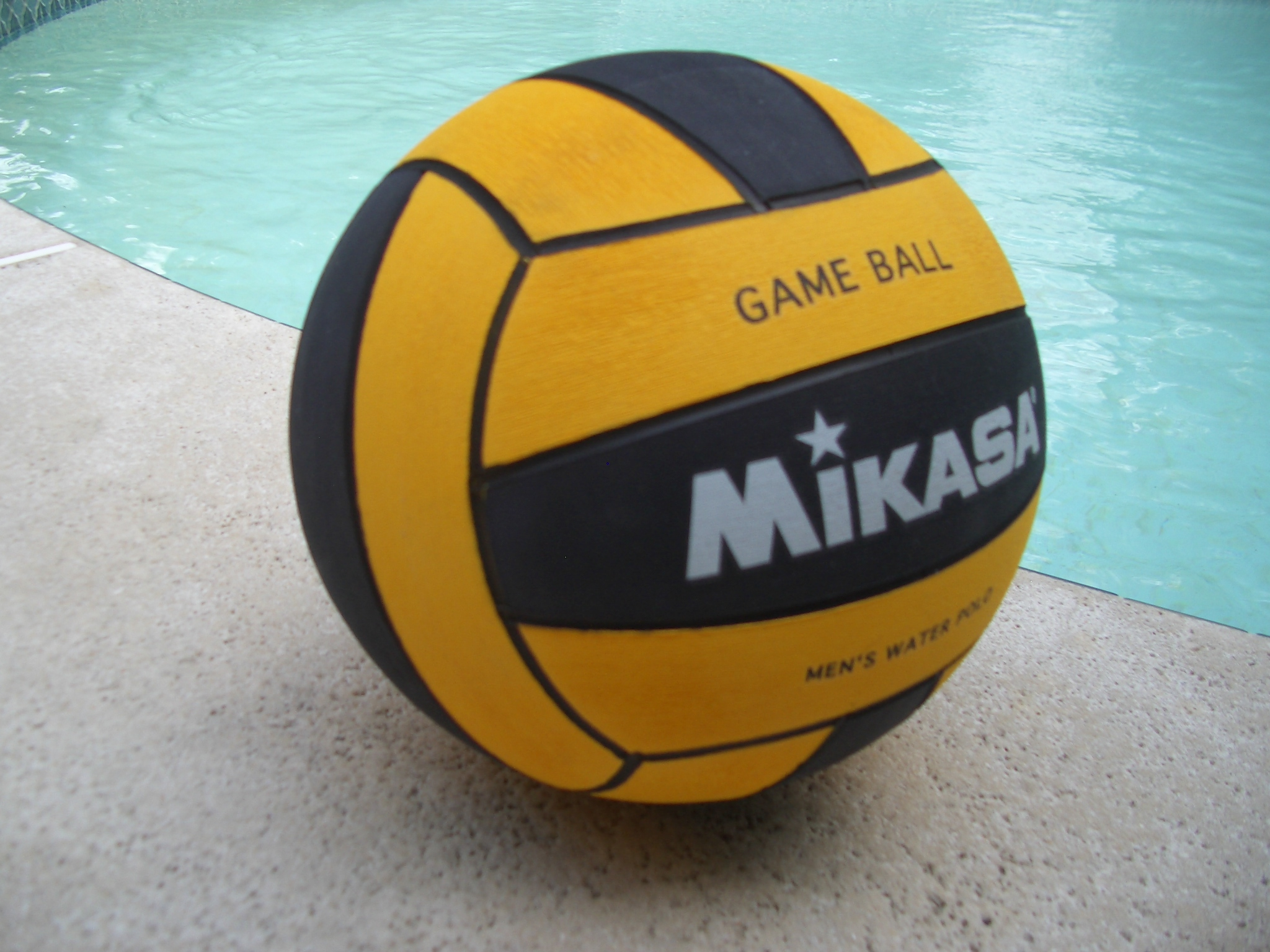
水球

## 外部連結
- MIKASA （页面存档备份，存于）的日本官方網站